# Jean-Baptiste Senaillé
Jean-Baptiste Senaillé   (París, 23 de novembre de 1687 - París, 15 d'octubre de 1730) va ser un violinista i compositor francès.

## Biografia
Ell era el fill de Jean Senaille, un dels Vint-i-Violins Du Roi, un conjunt creat per Lully, en el qual es va admetre a si mateix en 1717. Va romandre a Itàlia, durant la qual va tenir al professor Tomaso Antonio Vitali. Va reunir en les seves composicions els estils francès i italià. Va compondre cinc llibres de deu sonates per a violí i baix continu (publicat a París els anys 1710, 1712, 1716, 1721 i 1727).